# Roca-sança
El Roca-sança és una muntanya de 1.894 metres que es troba entre els municipis de Bagà i de Guardiola de Berguedà, a la comarca catalana del Berguedà.